# 27411 Laurenhall
27411 Laurenhall è un asteroide della fascia principale. Scoperto nel 2000, presenta un'orbita caratterizzata da un semiasse maggiore pari a 2,3905989 UA e da un'eccentricità di 0,0920026, inclinata di 6,26397° rispetto all'eclittica.